# Relatie
Een relatie, verhouding of betrekking is een verband tussen meestal twee of meerdere personen, concepten, verschijnselen of zaken.
Tussen personenRelaties tussen mensen kunnen vele vormen hebben, zoals persoonlijke relaties, zakelijke relaties of liefdesrelaties in diverse vormen (huwelijk, latrelatie, open relatie, etc.).
In de godsdienstHet godsconcept van de drie grote monotheïstische godsdiensten veronderstelt een persoonlijke godsrelatie, en zelfs een liefdesrelatie. Een zakelijke relatie met de godheid is een typisch Grieks en heidens fenomeen waarbij men met de godheid onderhandelt en een do ut des-relatie (Latijn: ik geef opdat jij geeft) onderhoudt.
In de wetenschapIn de wiskunde is een relatie een verband tussen twee grootheden. In diverse wetenschappen wordt geprobeerd om de relatie tussen waargenomen verschijnselen te verklaren en kwantificeren, veelal op zoek naar oorzaak en gevolg.
In de informatica bestaan er relationele databases, waarin de relatie tussen tabellen wordt bekrachtigd met een foreign key.